# Netta Muskett
Netta Muskett, född 1887, död 1963, var en brittisk författare som under sin verksamma tid skrev fler än 60 romaner. Hon skrev även under synonymen Anne Hill. Hennes sista roman Cloudbreak gavs ut postumt. Hennes romaner finns översatta till flera språk, däribland danska, finska, franska, portugisiska, spanska och svenska.